# Trypsinisierung

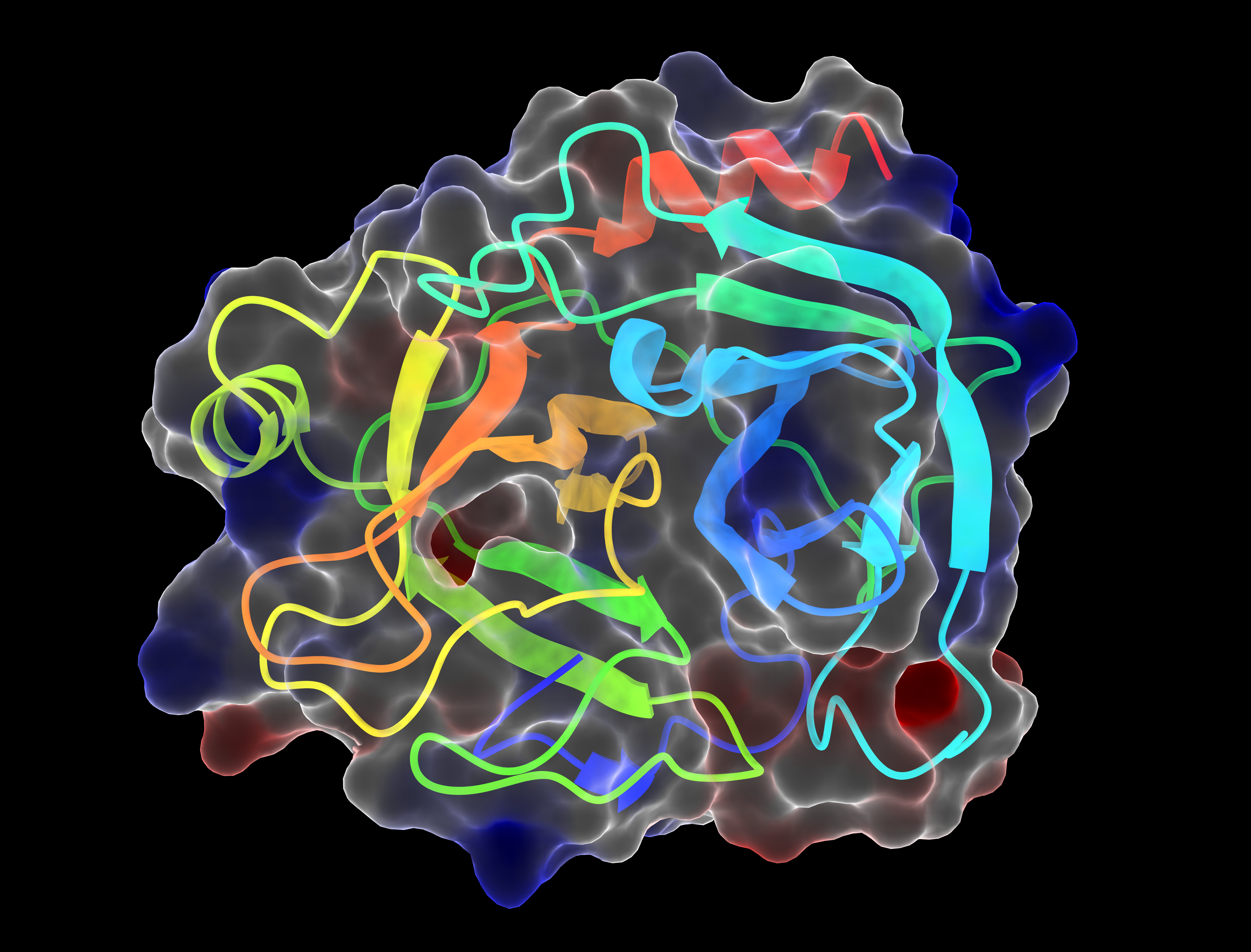
Die Protease Trypsin führt zur Vereinzelung und Ablösung von Zellen

Die Trypsinisierung bezeichnet in der Zellkultur die Behandlung von adhärenten Zellen mit Trypsin. Die Trypsinisierung ist ein Schritt bei der Passagierung.

## Eigenschaften
Trypsin wird in der Zellkultur bei der Passagierung verwendet, um die extrazelluläre Matrix zu lösen und Zellkontakte zu spalten. Dadurch werden die Zellen vom Zellkulturgefäß abgelöst und teilweise vereinzelt. Dabei wird eine auf 37 °C erwärmte gepufferte Trypsinlösung (0,25 % Trypsin in Ca2+- und Mg2+-freiem PBS) zugegeben, wodurch die Zellkontakte teilweise proteolytisch aufgebrochen werden und die Zellen teilweise in Lösung gehen. Die Dauer der Trypsinisierung sollte so kurz wie nötig sein, da die proteolytische Entfernung der extrazellulären Proteinanteile auf der Zelloberfläche mit Trypsin Veränderungen in den Zellen hervorrufen. Durch langsames Auf- und Abpipettieren werden die Zellen vereinzelt, ohne zu viel Scherkräfte auf die Zellen auszuüben. Alternativ kann ein Gummischaber verwendet werden und bei gering haftenden Zellen kann einfaches Klopfen des Kulturgefäßes ausreichen. Daneben sind Zellen während der Mitose weniger anhaftend. Eine folgende Zugabe von Zellkulturmedium mit FCS führt durch das enthaltene Ca2+, Mg2+ und α-1-Antitrypsin zur Hemmung von Trypsin. Alternativ zu Trypsin werden unter anderem Dispase, Pronase und Kollagenasen als Protease verwendet.